# Рід Моґамі
Рі́д Моґа́мі (яп. 最上氏, もがみし, МФА: [mogamʲi ɕi̥]） — японський самурайський рід 13 — 17 століття. Відгалуження роду Сіба, одного з канреїв сьоґунату Муроматі. Походить від роду Асікаґа, спадкоємців Сейва-Мінамото. Володів найбільшими землями в провінції Дева, на території префектури Ямаґата. Спадково займав урядову посаду інспекора провінції Дева сьоґунату Муроматі. В історіографії також називається рід Сіба-Моґамі або Девські Сіба.